# Sinophilie
Pour l’article ayant un titre homophone, voir Cynophilie.
Note. Cliquez sur le lien correspondant pour transférer rapidement le mot : nom commun, adjectif, verbe ou autre.
Depuis l’activation de la fonction Special:Import, il est vivement recommandé  de contacter un administrateur du Wiktionnaire pour procéder à l’importation de la page ainsi que de tout l’historique vers ce dernier.

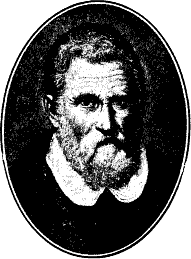
Marco Polo.

La sinophilie est, chez une personne étrangère à la nation chinoise, son goût prononcé pour les aspects culturels et civilisationnels développés par ce pays, ainsi que leur rayonnement. Les personnes concernées sont qualifiées de « sinophiles ». Son antonyme est « sinophobie ».